# De Tangh
De Tangh is een landhuis op het gelijknamige landgoed dat gelegen is op de Utrechtse Heuvelrug in de gemeente Rhenen. Het ligt op de zuidrand van de stuwwal en ten zuiden van het natuurgebied de Lijster eng met de toppen van de Thymse Berg. Ten zuidoosten van het landgoed ligt de Donderberg.

## Geschiedenis
In 1921 kocht huisarts William Waller een stuk grond van 16,5 ha met de bedoeling er een huis te laten bouwen. Hij zette er eerst een hut neer, maar in 1927 gaf hij de architect J.B. van der Haar opdracht een huis te bouwen.
Bij het bouwen van het huis werd gebruikgemaakt van allerlei oude bouwmaterialen die overal vandaan werden gehaald, onder andere uit het zeventiende-eeuwse Koningspaleis van Frederik van de Palts. William Waller woonde tot aan zijn dood in 1971 op het huis, waarna zijn dochter er ging wonen. Zij overleed in 1994. Momenteel is het huis in handen van Dhr. van Doesburg.

## Status
Het huis wordt nog steeds particulier bewoond, maar het landgoed is vrij toegankelijk met uitzondering van de directe omgeving van het huis.

## Culturele verwijzing
Schrijver M.P.O. Books liet het huis een rol spelen in zijn misdaadroman De Blikvanger, en op de cover van de eerste uitgave prijkte een foto van het huis, wat een conflict opleverde met de huidige eigenaar.